# Aeroportul Antonio José de Sucre
Aeroportul Antonio José de Sucre (IATA: CUM, ICAO: SVCU) este un aeroport din Cumaná, Sucre⁠(d), Sucre, Venezuela ce deservește zona Cumaná.
Situat la o altitudine de 8 m, aeroportul dispune de o singură pistă.